# Stanisław Wielgus
Stanisław Wojciech Wielgus (23 de abril de 1939) es el arzobispo emérito de Varsovia. 
Fue designado como arzobispo por el papa Benedicto XVI el 6 de diciembre de 2006. 
El 5 de enero de 2007 tomó posesión de su cargo y el 7 de enero de 2007 renunció, una hora antes de su ceremonia de investidura pública, debido a un escándalo que lo relacionaba con su cooperación con la Służba Bezpieczeństwa.
Es el líder eclesiástico de más alto rango en admitir que accedió a espiar para un régimen comunista de Europa del Este. 
Es miembro de la Academia Europea de Ciencias y Artes.